# كمال أباد (فسا)
كمال أباد (بالفارسية: کمال‌آباد) هي قرية تقع في Jangal Rural District في إيران. يقدر عدد سكانها بـ 24 نسمة .